# Udo Noll
Udo Noll (* 1966 in Hadamar) ist ein deutscher Medienkünstler. Udo Noll lebt und arbeitet in Berlin und Köln.

## Leben und Werk
Seit Mitte der 1990er Jahre arbeitet er als Netzkünstler. Gemeinsam mit Felix Stephan Huber, Philip Pocock und Florian Wenz stellte er 1997 ØtherLands auf der documenta X in Kassel aus.
2000 nahm er mit parole, einem Lexikon zum Thema Stadt, an der Biennale di Venezia teil. H|u|m|b|o|t wurde 2000 im Zentrum für Kunst und Medien, Karlsruhe ausgestellt. Es handelt sich dabei um eine Installation und ein Webprojekt, welches Bezug nimmt auf Alexander von Humboldts Bericht über seine Reise durch Mittel- und Südamerika.
Seit der Gründung der Web-Plattform radio aporee im Jahr 2001 beschäftigt sich Udo Noll zunehmend mit Klangkunst und experimentellem Radio. 2006 entstand radio aporee ::: maps, eine weltweite akustische Kartographie von Field Recordings. Ausgehend von der Beschäftigung mit Klängen und Geräuschen im öffentlichen Raum entwickelte Noll ab 2010 das Projekt miniatures for mobiles,  eine Plattform für Hörspiele und Klangkunst für mobiles Hören. Hierbei übernimmt das Smartphone die Rolle des Empfängers. Das Deutschlandradio Kultur produzierte damit ab 2010 die Hörspielreihe RadioOrtung – Hörspiele für Selbstläufer.

## Ausstellungen (Auswahl)
- 1997: Documenta X, Kassel
- 1999: H|U|M|B|O|T, ZKM Zentrum für Kunst und Medien, Karlsruhe
- 2000: La Ville, le Jardin, la Mémoire, Villa Medici, Rom
- 2011: Tuned City, Tallinn
- 2012: As We Speak, Kulturhauptstadt Maribor
- 2013: Tuned City, Brüssel
- 2014: Hlysnan, Casino Luxembourg – Forum d’art contemporain[7]